# Cerveja de gengibre

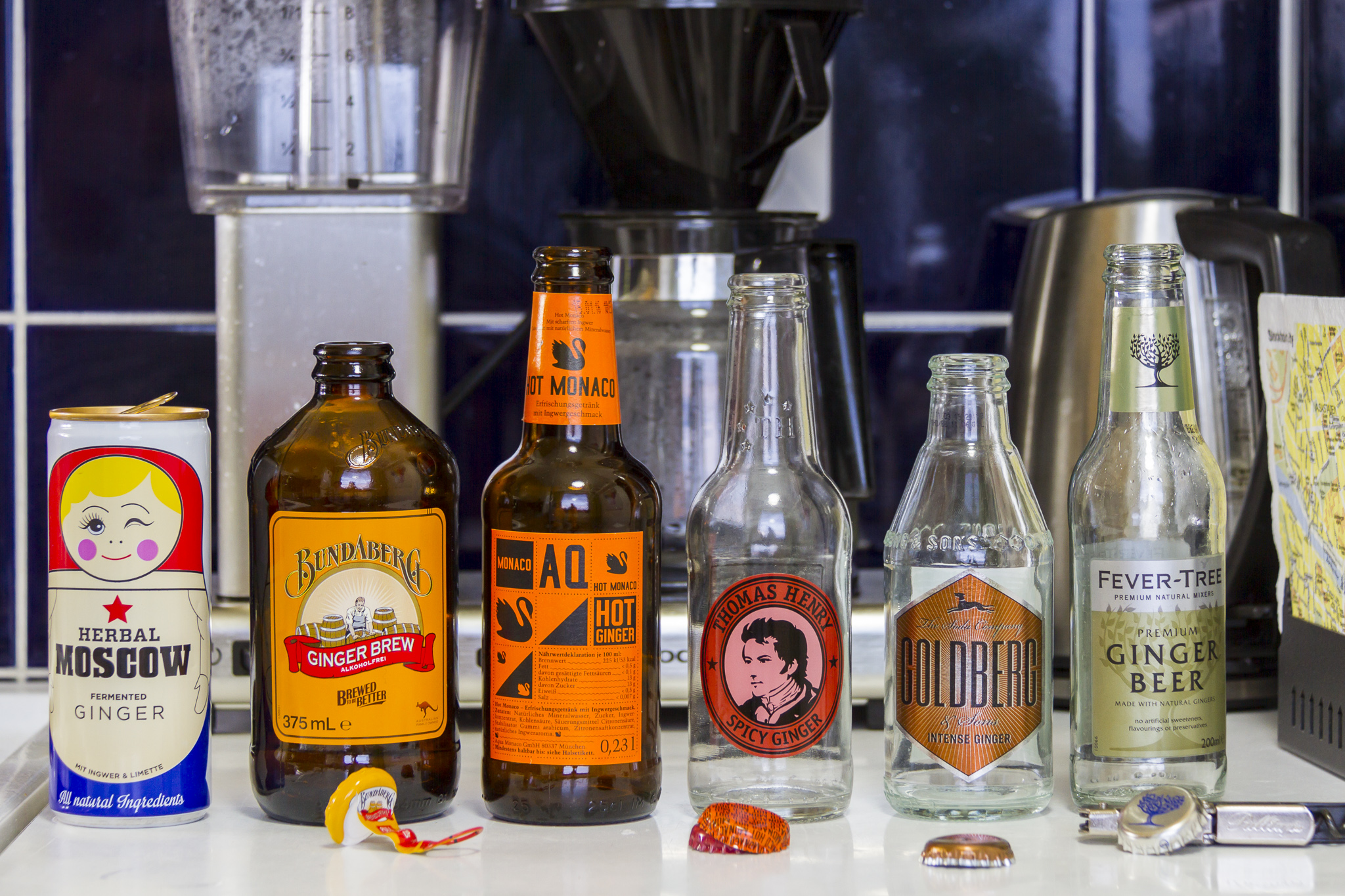
Variedade de garrafas de cerveja de gengibre contendo garrafas de Moscow Herbal, Bundaberg, Aqua Monaco, Thomas Henry, Goldberg e Fever-Tree

A cerveja de gengibre é uma bebida tradicional açucarada e carbonatada, geralmente não alcoólica. Historicamente, era produzido pela fermentação natural do tempero de gengibre preparado, além de fermento e açúcar. As cervejas de gengibre atuais costumam ser fabricadas em vez de fermentadas, frequentemente com aditivos de sabor e cor, com carbonatação artificial. O Ginger ale não é fermentado.
As origens da cerveja de gengibre datam do comércio colonial de especiarias com o Oriente e as ilhas produtoras de açúcar do Caribe. Era popular na Grã-Bretanha e em suas colônias desde o século XVIII. Outras especiarias foram adicionadas de várias maneiras e qualquer teor de álcool foi limitado a 2% pelas leis de impostos especiais de consumo em 1855. Poucos cervejeiros mantiveram um produto alcoólico.
A cerveja de gengibre ainda é produzida em casa usando uma colônia simbiótica de levedura e uma Lactobacillus (bactéria) conhecida como "planta de cerveja de gengibre" ou de um "inseto do gengibre" criado a partir da fermentação de gengibre, açúcar e água.